# Docteur Merlin
Docteur Merlin, de son véritable nom Christophe Lespagnon, est un chanteur, guitariste et militant politique français.

## Biographie
Dentiste de profession, ce militant et sympathisant nationaliste membre dans les années 1970 du GRECE, décide en 1979 de se lancer dans la chanson, parallèlement à ses activités professionnelles. Militant du Front national, invité à chanter dans diverses manifestations, Docteur Merlin a par la suite rejoint le Mouvement national républicain.
Parmi les chansons de Docteur Merlin, certaines reflètent ses opinions païennes et antichrétiennes. Il a également interprété des textes d'auteurs nationalistes ou de la mouvance identitaire tels que Robert Brasillach, Guillaume Faye, Pierre Gripari ou Pierre Vial. Parmi ses reprises, on compte une chanson humoristique de Lucien Boyer. Les paroles de l'album Soleil de pierre, sorti au milieu des années 1990, ont été écrites par Maurice Rollet.
Le pseudonyme Docteur Merlin lui a été inspiré par le personnage de Merlin l'Enchanteur dans le film Excalibur ainsi que par sa profession.
Il est considéré[Par qui ?] comme la deuxième figure de la chanson nationaliste française après Jean-Pax Méfret,.
Il a fait partie de l'association La muse à l'oreille, qui regroupait les musiciens et professionnels de la musique proches du Front national et produits ou distribués par la Serp.
Il a été membre du groupuscule Troisième Voie.
En 2010, il signe la pétition de Paul-Éric Blanrue demandant l'abrogation de la loi Gayssot.

### Vie personnelle
Il est marié à Sophie Olivier et est le beau-frère de Philippe Olivier.

## Publications
- Docteur Merlin [Christophe Lespagnon], Corneliu Zelea Codreanu - « Capitaine » de la Garde de fer, Cahiers d'histoire du nationalisme, 16, Paris, Synthèse nationale, 2019, 196 p.

### Source de traduction
- (es) Cet article est partiellement ou en totalité issu de l’article de Wikipédia en espagnol intitulé « Docteur Merlin » (voir la liste des auteurs).